# Richard Abel Smith
Oberst Richard Abel Smith (født 11. oktober 1933, død 23. december 2004) var officer i den britiske hær. 

## Slægt
Richard Abel Smith var født på det kongelige slot Kensington Palace. Han var søn af oberst sir Henry Abel Smith og Lady May Abel Smith (tidligere Prinsesse May af Teck). 
Richard Abel Smiths morfar (prins Alexander af Teck, senere den 1. jarl af Athlone samt generalguvernør i Sydafrika og Canada) var bror til dronning Mary af Storbritannien og svoger til kong Georg 5. af Storbritannien. Prins Alexander Cambridge af Teck var oldesøn af kong Georg 3. af Storbritannien.
Richard Abel Smiths mormor (prinsesse Alice af Albany, grevinde af Athlone) var sønnedatter af dronning Victoria af Storbritannien. 
Richard Abel Smith havde (en teoretisk) arveret til den britiske trone. Det samme har hans efterkommere.

## Familie
I 1960 blev Richard Abel Smith gift med Marcia Kendrew (født 1940). Hun var datter af sir Douglas Kendrew (1910 – 1989), der blev guvernør over Vestaustralien fra 1963 til 1974. 
Parret fik én datter og fire børnebørn.